# Bogovađa
Bogovađa (izvirno srbsko Боговађа) je naselje v Srbiji, ki upravno spada pod Občino Lajkovac; slednja pa je del Kolubarskega upravnega okraja.

## Demografija
V naselju, katerega izvirno (srbsko-cirilično) ime je Боговађа, živi 460 polnoletnih prebivalcev, pri čemer je njihova povprečna starost 42,6 let (41,1 pri moških in 43,9 pri ženskah). Naselje ima 212 gospodinjstev, pri čemer je povprečno število članov na gospodinjstvo 2,67.
To naselje je, glede na rezultate popisa iz leta 2002, večinoma srbsko, a v času zadnjih 3 popisov je opazen porast števila prebivalcev.
|  |

| Demografija | Demografija     | Demografija     |
| Leto        | Št. prebivalcev | Št. prebivalcev |
| ----------- | --------------- | --------------- |
|             |                 |                 |
|             |                 |                 |
|             |                 |                 |
|             |                 |                 |
| 1948        | 365             |                 |
| 1953        | 485             |                 |
| 1961        | 562             |                 |
| 1971        | 520             |                 |
| 1981        | 508             |                 |
| 1991        | 531             | 513             |
| 2002        | 586             | 574             |
|             |                 |                 |

| Etnična sestava po popisu iz leta 2002 | Etnična sestava po popisu iz leta 2002 | Etnična sestava po popisu iz leta 2002 | Etnična sestava po popisu iz leta 2002 | Etnična sestava po popisu iz leta 2002 |
| -------------------------------------- | -------------------------------------- | -------------------------------------- | -------------------------------------- | -------------------------------------- |
| Srbi                                   | Srbi                                   |                                        | 558                                    | 97,21%                                 |
| Hrvati                                 | Hrvati                                 |                                        | 4                                      | 0,69%                                  |
| Črnogorci                              | Črnogorci                              |                                        | 3                                      | 0,52%                                  |
| Romuni                                 | Romuni                                 |                                        | 1                                      | 0,17%                                  |
| Muslimani                              | Muslimani                              |                                        | 1                                      | 0,17%                                  |
| Jugoslovani                            | Jugoslovani                            |                                        | 1                                      | 0,17%                                  |
| Neznano                                | Neznano                                |                                        | 1                                      | 0,17%                                  |